# Nuoto ai XX Giochi dei piccoli stati d'Europa
Le competizioni di nuoto ai XX Giochi dei piccoli stati d'Europa si sono svolte dal 27 al 30 maggio 2025.

## Podi

### Uomini
| Evento               | Oro                     | Tempo    | Argento                   | Tempo    | Bronzo                            | Tempo    |
| 50 m stile libero    | Issei Kim               | 22"80    | Ralph Daleiden Ciuferri   | 22"84    | Julien Henx                       | 23"00    |
| 100 m stile libero   | Ralph Daleiden Ciuferri | 49"04    | Matteo Oppioli            | 49"65    | Gabriel Crassard                  | 50"86    |
| 200 m stile libero   | Matteo Oppioli          | 1'50"92  | Gabriel Crassard          | 1'52"51  | Ýmir Chatenay Sölvason            | 1'54"31  |
| 400 m stile libero   | Kevin Teixeira          | 4'07"30  | Biel Cuen                 | 4'07"67  | Loris Bianchi                     | 4'08"23  |
| 800 m stile libero   | Kevin Teixeira          | 8'22"69  | Esteban Faure             | 8'24"42  | Loris Bianchi                     | 8'27"58  |
| 1500 m stile libero  | Kevin Teixeira          | 15'59"18 | Raphaël Sirour            | 16'03"89 | Esteban Faure                     | 16'04"52 |
|                      |                         |          |                           |          |                                   |          |
| 50 m dorso           | Rufus Bernhardt         | 25"66    | Ralph Daleiden Ciuferri   | 26"03    | Ladislas Salczer                  | 25"66    |
| 100 m dorso          | Guðmundur Leó Rafnsson  | 56"90    | Rufus Bernhardt           | 57"81    | Ralph Daleiden Ciuferri           | 58"39    |
| 200 m dorso          | Guðmundur Leó Rafnsson  | 2'02"91  | Rufus Bernhardt           | 2'06"31  | Bergur Fáfnir Bjarnason           | 2'07"22  |
|                      |                         |          |                           |          |                                   |          |
| 50 m rana            | Snorri Dagur Einarsson  | 27"29    | Einar Margeir Ágústsson   | 28"38    | Patrick Pelegrina                 | 28"73    |
| 100 m rana           | Einar Margeir Ágústsson | 1'01"79  | Giacomo Casadei           | 1'01"93  | Snorri Dagur Einarsson            | 1'02"16  |
| 200 m rana           | Finn Kemp               | 2'15"60  | Einar Margeir Ágústsson   | 2'15"98  | Giacomo Casadei                   | 2'16"82  |
|                      |                         |          |                           |          |                                   |          |
| 50 m farfalla        | Milos Milenkovic        | 23"78    | Birnir Freyr Hálfdánarson | 24"23    | Issei Kim                         | 24"25    |
| 100 m farfalla       | Milos Milenkovic        | 53"83    | Florian Frippiat          | 53"98    | Tomàs Lomero                      | 55"79    |
| 200 m farfalla       | Florian Frippiat        | 2'03"52  | Hólmar Grétarsson         | 2'03"77  | João Reisen Braga Soares Carneiro | 2'04"02  |
|                      |                         |          |                           |          |                                   |          |
| 200 m misti          | Finn Kemp               | 2'03"94  | Florian Frippiat          | 2'05"53  | Birnir Freyr Hálfdánarson         | 2'05"75  |
| 400 m misti          | Hólmar Grétarsson       | 4'32"04  | Nikola Kolev              | 4'35"86  | Kevin Teixeira                    | 4'37"45  |
|                      |                         |          |                           |          |                                   |          |
| 4x100 m stile libero | Lussemburgo             | 3'24"11  | Islanda                   | 3'25"01  | San Marino                        | 3'27"56  |
| 4x200 m stile libero | Lussemburgo             | 7'34"97  | San Marino                | 7'39"94  | Islanda                           | 7'42"93  |
| 4x100 m mista        | Islanda                 | 3'43"14  | Lussemburgo               | 3'44"33  | Andorra                           | 3'49"18  |

### Donne
| Evento               | Oro                          | Tempo    | Argento                      | Tempo    | Bronzo                      | Tempo    |
| 50 m stile libero    | Kalia Antoniou               | 25"28    | Jóhanna Elín Guðmundsdóttir  | 25"84    | Anna Hadjiloizou            | 26"24    |
| 100 m stile libero   | Kalia Antoniou               | 54"70    | Snæfríður Sól Jórunnardóttir | 55"20    | Jóhanna Elín Guðmundsdóttir | 56"88    |
| 200 m stile libero   | Snæfríður Sól Jórunnardóttir | 1'58"93  | Vala Dís Cicero              | 2'03"56  | Kalia Antoniou              | 2'06"06  |
| 400 m stile libero   | Sasha Gatt                   | 4'17"52  | Snæfríður Sól Jórunnardóttir | 4'17"79  | Lisa Pou                    | 4'20"69  |
| 800 m stile libero   | Sasha Gatt                   | 8'49"74  | Lisa Pou                     | 8'50"26  | Lou Jominet                 | 9'06"88  |
| 1500 m stile libero  | Lisa Pou                     | 16'57"00 | Sasha Gatt                   | 17'04"08 | Lou Jominet                 | 17'24"26 |
|                      |                              |          |                              |          |                             |          |
| 50 m dorso           | Kalia Antoniou               | 29"27    | Ylfa Lind Kristmannsdóttir   | 29"86    | Jacqueline Banky            | 30"03    |
| 100 m dorso          | Ylfa Lind Kristmannsdóttir   | 1'04"94  | Giulia Viacava               | 1'05"45  | Jacqueline Banky            | 1'05"87  |
| 200 m dorso          | Ylfa Lind Kristmannsdóttir   | 2'17"84  | Giulia Viacava               | 2'19"83  | Eliza Nikandrov             | 2'23"35  |
|                      |                              |          |                              |          |                             |          |
| 50 m rana            | Birgitta Ingólfsdóttir       | 32"46    | Elisa Celli                  | 32"89    | Maria Erokhina              | 32"98    |
| 100 m rana           | Birgitta Ingólfsdóttir       | 1'10"76  | Elisa Celli                  | 1'10"80  | Maria Erokhina              | 1'11"62  |
| 200 m rana           | Elisa Celli                  | 2'31"89  | Maria Erokhina               | 2'33"04  | Eva Margrét Falsdóttir      | 2'35"47  |
|                      |                              |          |                              |          |                             |          |
| 50 m farfalla        | Kalia Antoniou               | 26"80    | Snæfríður Sól Jórunnardóttir | 27"36    | Jóhanna Elín Guðmundsdóttir | 27"52    |
| 100 m farfalla       | Jóhanna Elín Guðmundsdóttir  | 1'01"48  | Nadja Djurovic               | 1'01"93  | Michela Portelli            | 1'04"31  |
| 200 m farfalla       | Emma Barthel                 | 2'23"45  | Nirvana Micallef             | 2'23"94  | Agathi Manoli               | 2'24"92  |
|                      |                              |          |                              |          |                             |          |
| 200 m misti          | Eva Margrét Falsdóttir       | 2'19"86  | Nadia Tudo Cubells           | 2'22"25  | Ylfa Lind Kristmannsdóttir  | 2'22"57  |
| 400 m misti          | Lisa Pou                     | 5'01"83  | Emma Barthel                 | 5'05"17  | Eva Margrét Falsdóttir      | 5'05"36  |
|                      |                              |          |                              |          |                             |          |
| 4x100 m stile libero | Islanda                      | 3'47"41  | Cipro                        | 3'56"66  | Monaco                      | 3'58"55  |
| 4x200 m stile libero | Islanda                      | 8'26"27  | Lussemburgo                  | 8'35"65  | Monaco                      | 8'43"84  |
| 4x100 m misti        | Islanda                      | 4'12"82  | Malta                        | 4'21"66  | Cipro                       | 4'23"24  |

### Gare miste
| Evento        | Oro     | Tempo   | Argento    | Tempo   | Bronzo      | Tempo   |
| 4x100 m misti | Islanda | 3'35"91 | San Marino | 4'02"86 | Lussemburgo | 4'04"12 |